# 米莱伊塞格
米莱伊塞格，是匈牙利佐洛州所辖的一个村，总面积9.08平方公里，总人口369，人口密度40.6人/平方公里（2010年1月1日）。